# (321024) Gijon
(321024) Gijon es un asteroide perteneciente al cinturón de asteroides, región del sistema solar que se encuentra entre las órbitas de Marte y Júpiter, descubierto el 28 de junio de 2008 por Juan Lacruz desde el Observatorio de La Cañada en España.

## Designación y nombre
Designado provisionalmente como 2008 MD1. Fue nombrado Gijon en homenaje a la ciudad española de Gijón.

## Características orbitales
Gijon está situado a una distancia media del Sol de 2,76 ua, pudiendo alejarse hasta 3,3426 ua y acercarse hasta 2,1774 ua. Su excentricidad es 0,211 y la inclinación orbital 7,0836 grados. Emplea 1674,843 días en completar una órbita alrededor del Sol.

## Características físicas
La magnitud absoluta de Gijon es 15,9 y tiene un periodo de rotación de 4,021 horas.